# Jean Nouvel
Jean Nouvel (Fumel, 12 de agosto de 1945) é um arquiteto francês.

## Vida
Nouvel estudou na École des Beaux-Arts em Paris e foi um membro fundador da Mars 1976 e Syndicat de l'Architecture. Ele obteve um número de distinções de prestígio, ao longo de sua carreira, incluindo o Prémio Aga Khan para a Arquitectura (tecnicamente, o prêmio foi concedido para o Institut du Monde Arabe que Nouvel concebido), o Wolf Prize in Arts em 2005 e o Pritzker Prêmio em 2008. Uma série de museus e centros de arquitectura apresentaram retrospectivas de sua obra.

## Carreira

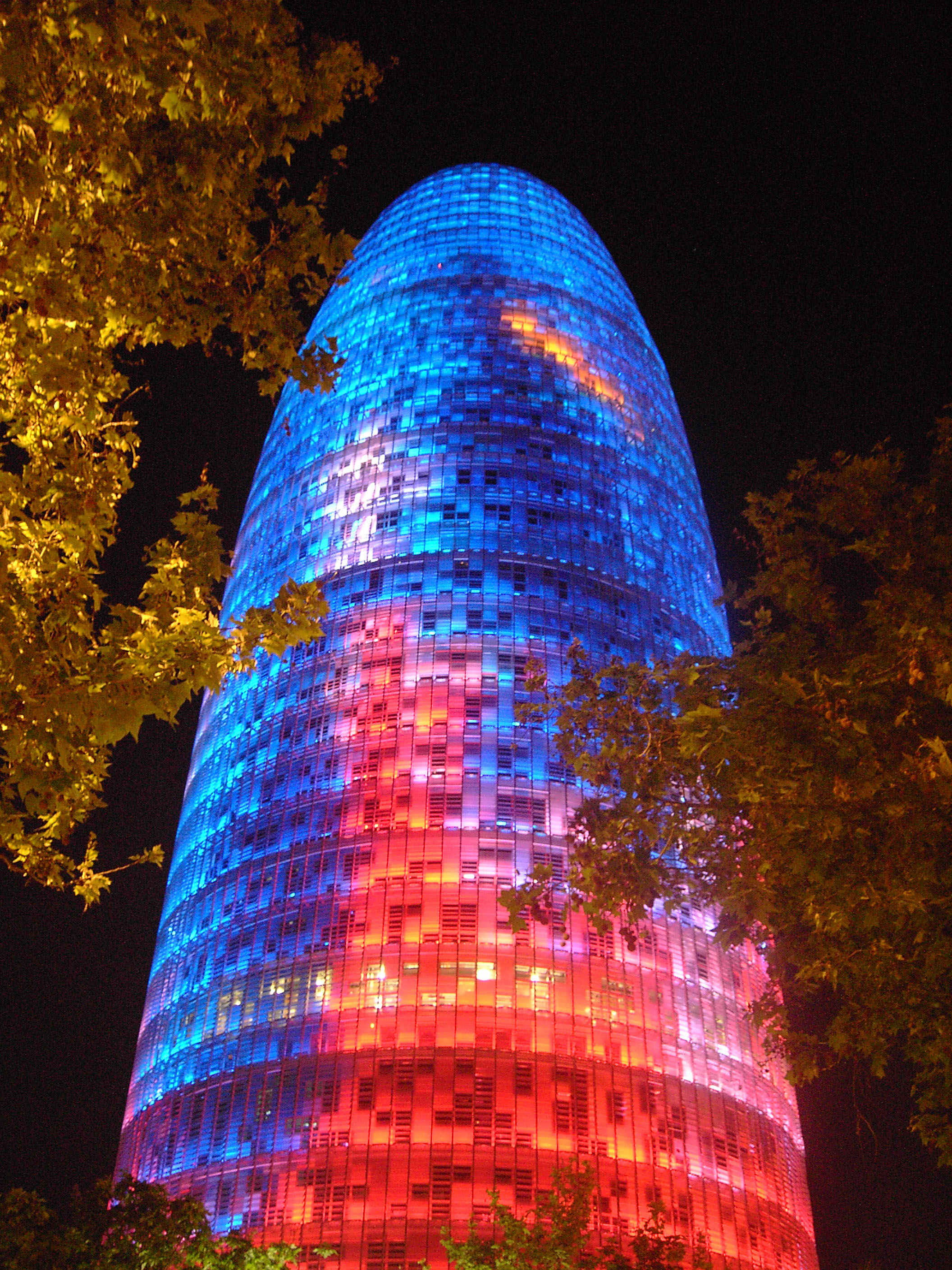
Torre Aigües de Barcelona (Agbar), Barcelona

- 1966: primeiro lugar no exame de ingresso de École des Beaux-Arts (ENSBA), Paris.
- 1970: Abre a primeira agência com François Seigneur.
- 1971: Obtém o diploma DPLG (Diplôme par le Gouvernement)
- 1976: Co-fundador do movimento Mars 1976 dos arquitetos franceses.
- 1979: Co-fundador do Syndicat de l'Architecture e um dos principais organizadores da consulta internacional para reformulação de Les Halles em Paris.
- 1980: Fundador e diretor artístico da Bienale d'Architecture no âmbito da bienal de Paris de 1980.
- 1983: Ganha o título de Chevaulier des Arts et Lettres.Medalha de prata da Académie d'Architecture. Doutor Honoris Causa Universidade de Buenos Aires.
- 1987: Ganha o Grand Prix d'Architecture.Menção honrosa, Prêmio Aga Khan.Recebe o Équerre d'Argent pelo Institut du Monde Arabe.Prêmio de melhor construção francesa.Criador do Ano, Salon du Meuble,Paris.
- 1988: “Jean Nouvel, Emmanuel Cattani et Associés” (até 1994).
- 1990: Prêmio de recorde arquitetônico pelo hotel Sain James.
- 1993: Vice-presidente do Institut Français d'Architecture.Ganha o título de Chevalier de L'Ordre du Mérrite.
- 1995: Honorary Fellow, RIBA.

## Prêmios
- Prémio Pritzker em 2008
- Prêmio Wolf de Artes (2005)

## Citação
“Eu introduzo a arte na arquitetura e a arquitetura na cidade” Jean Nouvel